# 예사소리
예사소리(例事--, 문화어: 순한소리)는 숨을 거세게 내지 않으며 목을 긴장시키지 않는 소리다. 연음(軟音) 또는 평음(平音)이라고도 한다.
한국어에서는 ㄱ, ㄷ, ㅂ, ㅅ, ㅈ이 예사소리로 분류된다. 

## 성질

### ㄱ, ㄷ, ㅂ, ㅈ
ㅅ을 제외한 평음은 보통 어두에서는 약한 기식을 동반하는 무성음이다.
모음과 모음 사이 혹은 유성음(ㄴ, ㄹ, ㅁ, ㅇ) 다음에 ㄱ, ㄷ, ㅂ, ㅈ가 올 경우 유성음이 된다.
- 바보[ p⁽ʰ⁾'b'o ] - 맨 앞 ㅂ는 약한 기식을 동반한 무성음, 모음과 모음 사이에 온 ㅂ는 유성음
- 알밥[ ɐlbɐp̚ ] - 유성음 ㄹ 다음에 온 ㅂ는 유성음
- 망배[ mɐŋbɛ ] - 유성음 ㅇ 다음에 온 ㅂ는 유성음

하지만 한자어의 경우 유성음 ㄹ 다음에 ㄷ, ㅈ이 올 경우 된소리가 된다. ㄱ, ㅂ는 그대로 유성음이다.
- 일과[ ilgʷɐ ] - ㄹ 다음에 ㄱ이 와서 유성음
- 일단[ ilˀtɐn ] - ㄹ 다음에 ㄷ이 와서 된소리
- 일지[ ilˀt͡ɕi ] - ㄹ 다음에 ㅈ이 와서 된소리
- 일배[ ilbɛ ] - ㄹ 다음에 ㅂ이 와서 유성음

### ㅅ
ㅅ은 어두에서 약한 기식을 동반하는 무성음이다.
하지만 다른 평음들과는 달리 모음과 모음 사이 혹은 유성음(ㄴ,ㄹ,ㅁ,ㅇ) 다음에 ㅅ이 오더라도 그대로 약한 기식을 동반하는 무성음이 돼버린다.
그러나 한자어의 경우 유성음 ㄹ 다음에 ㅅ이 올 경우 된소리가 된다. 
- 셋[ s⁽ʰ⁾et ̚ ] - 어두 무성음 ㅅ
- 이사[ is⁽ʰ⁾ɐ ] - 모음과 모음 사이 무성음 ㅅ
- 형사[ çʌŋs⁽ʰ⁾ɐ ] (남) 또는 [ çɔŋs⁽ʰ⁾ɐ ] (북) - 유성음 ㅇ 다음 무성음 ㅅ
- 일상[ ilˀsɐŋ ] - 유성음 ㄹ 다음 된소리 ㅅ

## 같이 보기
- 거센소리
- 된소리